# Tekovská Breznica
Tekovská Breznica és un poble i municipi d'Eslovàquia que es troba a la regió de Banská Bystrica.

## Història
La primera menció escrita de la vila es remunta al 1276.

## Demografia
| Godina             | 1994 | 2004   | 2014   | 2024   |
| ------------------ | ---- | ------ | ------ | ------ |
| Nombre de persones | 1355 | 1295   | 1247   | 1201   |
| Diferència         |      | −4,42% | −3,70% | −3,68% |

| Godina             | 2023 | 2024   |
| ------------------ | ---- | ------ |
| Nombre de persones | 1199 | 1201   |
| Diferència         |      | +0,16% |